# MAN Lion’s Classic Ü
MAN SÜ xx3 – standardowy autobus międzymiastowy produkowany w tureckich zakładach MANAŞ w latach 1998 - 2006 r (od 2004 r pod nazwą handlową Lion's Classic Ü)

## Historia
Trzecia generacja standardowego autobusu międzymiastowego została zaprezentowana w 1998 r jako następca przestarzałego SÜ xx2 wytwarzanego przez tureckie zakłady MAN w Ankarze. Koncern zadecydował o włączeniu modelu do oferty większości europejskich rynków, obok międzymiastowego ÜL xx3. Autobus był oferowany wyłącznie w jednym wariancie długości, w kilku wariantach mocy silnika. Przez okres trwania produkcji uległ modernizacji gamy silnikowej na spełniające nowsze wymogi emisji spalin. Od 2004 r zgodnie z nową strategią handlową koncernu, modele z serii SÜ xx3 zostały nazwane Lion's Classic Ü. Dwa lata później, w 2006 r zrezygnowano z dalszej produkcji na rzecz międzymiastowych wariantów Ü/TÜ z rodziny Lion's City. Produkcja podwozi pod zabudowę (z przeznaczeniem dla pojazdów międzymiastowych o długości 11,5 - 12,8m, silnik umieszczony wertykalnie Euro 4, później Euro 5, silniki 240/280 KM, lub poprzecznie 310/350 KM (sygnowanych dopiskiem F; nazwa kodowa: A91)  trwała do 2011 r

## Dodatkowe informacje
| Nazwa modelu               | | Lion's Classic Ü | Lion's Classic Ü | Lion's Classic Ü | Lion's Classic Ü |
| Nazwa modelu               | SÜ 223 | SÜ 263 | SÜ 283 | SÜ 313 | SÜ 363 |
| Podwozie                   | MAN A72 | MAN A72 | MAN A72 | MAN A72 | MAN A72 |
| -------------------------- | --- | --- | --- | --- | --- |
| Konstrukcja                | Stalowe belki w kształcie litery U z przykręcanymi poprzeczkami (konstrukcja ramy drabinowej). Zaczepy holownicze z przodu i z tyłu. | Stalowe belki w kształcie litery U z przykręcanymi poprzeczkami (konstrukcja ramy drabinowej). Zaczepy holownicze z przodu i z tyłu. | Stalowe belki w kształcie litery U z przykręcanymi poprzeczkami (konstrukcja ramy drabinowej). Zaczepy holownicze z przodu i z tyłu. | Stalowe belki w kształcie litery U z przykręcanymi poprzeczkami (konstrukcja ramy drabinowej). Zaczepy holownicze z przodu i z tyłu. | Stalowe belki w kształcie litery U z przykręcanymi poprzeczkami (konstrukcja ramy drabinowej). Zaczepy holownicze z przodu i z tyłu. |
| Nadwozie                   | Rama wykonana z rur kwadratowych i profili w kształcie litery U. Ocynkowane poszycia ścian bocznych. Ściana przednia i tylna wykonane z poliestru. Ściana boczna i klapa tylna wykonane z aluminium. | Rama wykonana z rur kwadratowych i profili w kształcie litery U. Ocynkowane poszycia ścian bocznych. Ściana przednia i tylna wykonane z poliestru. Ściana boczna i klapa tylna wykonane z aluminium. | Rama wykonana z rur kwadratowych i profili w kształcie litery U. Ocynkowane poszycia ścian bocznych. Ściana przednia i tylna wykonane z poliestru. Ściana boczna i klapa tylna wykonane z aluminium. | Rama wykonana z rur kwadratowych i profili w kształcie litery U. Ocynkowane poszycia ścian bocznych. Ściana przednia i tylna wykonane z poliestru. Ściana boczna i klapa tylna wykonane z aluminium. | Rama wykonana z rur kwadratowych i profili w kształcie litery U. Ocynkowane poszycia ścian bocznych. Ściana przednia i tylna wykonane z poliestru. Ściana boczna i klapa tylna wykonane z aluminium. |
| Silnik                     | MAN D 0826 LOH 15; 6 cylindrów, turbosprężarka, intercooler, Mechanicznie sterowany wentylator wiskotyczny, Suchy filtr powietrza ze wskaźnikiem podciśnienia i filtrem wstępnym; 6 871 cm³; Euro 2; | MAN D 0826 LOH 18; 6 cylindrów; turbosprężarka, intercooler, Mechanicznie sterowany wentylator wiskotyczny, Suchy filtr powietrza ze wskaźnikiem podciśnienia i filtrem wstępnym; 6 871 cm³; | MAN D 0836 LOH 02, 6 cylindrów, turbosprężarka, intercooler, Mechanicznie sterowany wentylator wiskotyczny, Suchy filtr powietrza ze wskaźnikiem podciśnienia i filtrem wstępnym; 6 871 cm³; Euro 3 | MAN D 2866 LUH 26 (Euro 2) MAN D 2866 LUH 24, 6 cylindrów, turbosprężarka, intercooler, elektronicznie sterowany wentylator hydrauliczny, suchy filtr powietrza ze wskaźnikiem podciśnienia i filtrem wstępnym; 11 967 cm³; Euro 3 | MAN D 2866 LUH 25, 6 cylindrów, turbosprężarka, intercooler, elektronicznie sterowany wentylator hydrauliczny, suchy filtr powietrza ze wskaźnikiem podciśnienia i filtrem wstępnym; 11 967 cm³; Euro 3 |
| Usytuowanie silnika        | stojący | stojący | stojący | leżący | leżący |
| Moc nominalna              | 220 KM | 260 KM | 206 kW (280 KM) | 228 kW (310 KM) | 265 kW (360 KM) |
| Największy moment obrotowy | 820 Nm (1500 obr./min.) | 1000 Nm (1350 - 1700 obr./min.) | 1 100 Nm (1400 - 1700 obr./min.) | 1 250 Nm (800 - 1500 obr./min.) 1 400 Nm (1000 - 1300 obr./min.) | 1 700 Nm (950 - 1300 obr./min.) |
| Drzwi                      | Dwoje jednoskrzydłowych drzwi otwieranych na zewnątrz w prawą stronę, przed osią przednią i za osią tylną. Dwa stopnie wejściowe przy drzwiach przednich i trzy stopnie przy drzwiach tylnych. Opcjonalnie: drzwi jedno- lub dwuskrzydłowe, rozwierane na zewnątrz, pośrodku pojazdu | Dwoje jednoskrzydłowych drzwi otwieranych na zewnątrz w prawą stronę, przed osią przednią i za osią tylną. Dwa stopnie wejściowe przy drzwiach przednich i trzy stopnie przy drzwiach tylnych. Opcjonalnie: drzwi jedno- lub dwuskrzydłowe, rozwierane na zewnątrz, pośrodku pojazdu | Dwoje jednoskrzydłowych drzwi otwieranych na zewnątrz w prawą stronę, przed osią przednią i za osią tylną. Dwa stopnie wejściowe przy drzwiach przednich i trzy stopnie przy drzwiach tylnych. Opcjonalnie: drzwi jedno- lub dwuskrzydłowe, rozwierane na zewnątrz, pośrodku pojazdu | Dwoje jednoskrzydłowych drzwi otwieranych na zewnątrz w prawą stronę, przed osią przednią i za osią tylną. Dwa stopnie wejściowe przy drzwiach przednich i trzy stopnie przy drzwiach tylnych. Opcjonalnie: drzwi jedno- lub dwuskrzydłowe, rozwierane na zewnątrz, pośrodku pojazdu | Dwoje jednoskrzydłowych drzwi otwieranych na zewnątrz w prawą stronę, przed osią przednią i za osią tylną. Dwa stopnie wejściowe przy drzwiach przednich i trzy stopnie przy drzwiach tylnych. Opcjonalnie: drzwi jedno- lub dwuskrzydłowe, rozwierane na zewnątrz, pośrodku pojazdu |
| Szyby                      | Szyby boczne i tylne z hartowanego szkła bezpiecznego; Szyba przednia przyciemniana na zielono z laminowanego szkła bezpiecznego | Szyby boczne i tylne z hartowanego szkła bezpiecznego; Szyba przednia przyciemniana na zielono z laminowanego szkła bezpiecznego | Szyby boczne i tylne z hartowanego szkła bezpiecznego; Szyba przednia przyciemniana na zielono z laminowanego szkła bezpiecznego | Szyby boczne i tylne z hartowanego szkła bezpiecznego; Szyba przednia przyciemniana na zielono z laminowanego szkła bezpiecznego | Szyby boczne i tylne z hartowanego szkła bezpiecznego; Szyba przednia przyciemniana na zielono z laminowanego szkła bezpiecznego |
| Kabian kierowcy            | Duże, okrągłe, antyodblaskowe wskaźniki: Tachograf, Obrotomierz; Wskaźnik ciśnienia w układzie hamulcowym, Wskaźnik poziomu paliwa, ciśnienia oleju silnikowego; Wskaźnik temperatury silnika, lampki kontrolne, przełącznik; Regulowany fotel kierowcy z zawieszeniem pneumatycznym, z szarym pokryciem i zagłówkiem i trzypunktowym pasem bezpieczeństwa; Przegroda z przyciemnianego szkła między fotelem kierowcy a kabiną pasażerską; Radioodtwarzacz kasetowy i mikrofon w komplecie z głośnikami | Duże, okrągłe, antyodblaskowe wskaźniki: Tachograf, Obrotomierz; Wskaźnik ciśnienia w układzie hamulcowym, Wskaźnik poziomu paliwa, ciśnienia oleju silnikowego; Wskaźnik temperatury silnika, lampki kontrolne, przełącznik; Regulowany fotel kierowcy z zawieszeniem pneumatycznym, z szarym pokryciem i zagłówkiem i trzypunktowym pasem bezpieczeństwa; Przegroda z przyciemnianego szkła między fotelem kierowcy a kabiną pasażerską; Radioodtwarzacz kasetowy i mikrofon w komplecie z głośnikami | Duże, okrągłe, antyodblaskowe wskaźniki: Tachograf, Obrotomierz; Wskaźnik ciśnienia w układzie hamulcowym, Wskaźnik poziomu paliwa, ciśnienia oleju silnikowego; Wskaźnik temperatury silnika, lampki kontrolne, przełącznik; Regulowany fotel kierowcy z zawieszeniem pneumatycznym, z szarym pokryciem i zagłówkiem i trzypunktowym pasem bezpieczeństwa; Przegroda z przyciemnianego szkła między fotelem kierowcy a kabiną pasażerską; Radioodtwarzacz kasetowy i mikrofon w komplecie z głośnikami | Duże, okrągłe, antyodblaskowe wskaźniki: Tachograf, Obrotomierz; Wskaźnik ciśnienia w układzie hamulcowym, Wskaźnik poziomu paliwa, ciśnienia oleju silnikowego; Wskaźnik temperatury silnika, lampki kontrolne, przełącznik; Regulowany fotel kierowcy z zawieszeniem pneumatycznym, z szarym pokryciem i zagłówkiem i trzypunktowym pasem bezpieczeństwa; Przegroda z przyciemnianego szkła między fotelem kierowcy a kabiną pasażerską; Radioodtwarzacz kasetowy i mikrofon w komplecie z głośnikami | Duże, okrągłe, antyodblaskowe wskaźniki: Tachograf, Obrotomierz; Wskaźnik ciśnienia w układzie hamulcowym, Wskaźnik poziomu paliwa, ciśnienia oleju silnikowego; Wskaźnik temperatury silnika, lampki kontrolne, przełącznik; Regulowany fotel kierowcy z zawieszeniem pneumatycznym, z szarym pokryciem i zagłówkiem i trzypunktowym pasem bezpieczeństwa; Przegroda z przyciemnianego szkła między fotelem kierowcy a kabiną pasażerską; Radioodtwarzacz kasetowy i mikrofon w komplecie z głośnikami |
| Liczba miejsc              | 50-55 miejsc siedzących i ok. 28-32 stojących = ok. 78-82 ogółem | 50-55 miejsc siedzących i ok. 28-32 stojących = ok. 78-82 ogółem | 50-55 miejsc siedzących i ok. 28-32 stojących = ok. 78-82 ogółem | 50-55 miejsc siedzących i ok. 28-32 stojących = ok. 78-82 ogółem | 50-55 miejsc siedzących i ok. 28-32 stojących = ok. 78-82 ogółem |
| Fotele                     | Ergonomiczne fotele pasażerów firmy Grammer Pratico, w całości tapicerowane tkaniną Epengle (z kolekcji MAN Turkey), z uchwytami. Oparcia wykonane z tworzywa sztucznego. Kilka opcji siedzeń. Opcjonalnie: Siedzenia Kiel Regio lub Grammer City 420. | Ergonomiczne fotele pasażerów firmy Grammer Pratico, w całości tapicerowane tkaniną Epengle (z kolekcji MAN Turkey), z uchwytami. Oparcia wykonane z tworzywa sztucznego. Kilka opcji siedzeń. Opcjonalnie: Siedzenia Kiel Regio lub Grammer City 420. | Ergonomiczne fotele pasażerów firmy Grammer Pratico, w całości tapicerowane tkaniną Epengle (z kolekcji MAN Turkey), z uchwytami. Oparcia wykonane z tworzywa sztucznego. Kilka opcji siedzeń. Opcjonalnie: Siedzenia Kiel Regio lub Grammer City 420. | Ergonomiczne fotele pasażerów firmy Grammer Pratico, w całości tapicerowane tkaniną Epengle (z kolekcji MAN Turkey), z uchwytami. Oparcia wykonane z tworzywa sztucznego. Kilka opcji siedzeń. Opcjonalnie: Siedzenia Kiel Regio lub Grammer City 420. | Ergonomiczne fotele pasażerów firmy Grammer Pratico, w całości tapicerowane tkaniną Epengle (z kolekcji MAN Turkey), z uchwytami. Oparcia wykonane z tworzywa sztucznego. Kilka opcji siedzeń. Opcjonalnie: Siedzenia Kiel Regio lub Grammer City 420. |
| Klimatyzacja               | Mosiężne przewody wodne. 1 podgrzewacz przedni i 4 podgrzewacze pod siedzeniami; Podgrzewacz płynu chłodzącego Webasto Thermo 300. Wentylacja: Dwa ręcznie obsługiwane otwory ewakuacyjne. Dwa okna dachowe z tyłu. 2 okna boczne z przesuwnymi szybami w górnej części. Opcjonalnie: okna uchylane. | Mosiężne przewody wodne. 1 podgrzewacz przedni i 4 podgrzewacze pod siedzeniami; Podgrzewacz płynu chłodzącego Webasto Thermo 300. Wentylacja: Dwa ręcznie obsługiwane otwory ewakuacyjne. Dwa okna dachowe z tyłu. 2 okna boczne z przesuwnymi szybami w górnej części. Opcjonalnie: okna uchylane. | Mosiężne przewody wodne. 1 podgrzewacz przedni i 4 podgrzewacze pod siedzeniami; Podgrzewacz płynu chłodzącego Webasto Thermo 300. Wentylacja: Dwa ręcznie obsługiwane otwory ewakuacyjne. Dwa okna dachowe z tyłu. 2 okna boczne z przesuwnymi szybami w górnej części. Opcjonalnie: okna uchylane. | Mosiężne przewody wodne. 1 podgrzewacz przedni i 4 podgrzewacze pod siedzeniami; Podgrzewacz płynu chłodzącego Webasto Thermo 300. Wentylacja: Dwa ręcznie obsługiwane otwory ewakuacyjne. Dwa okna dachowe z tyłu. 2 okna boczne z przesuwnymi szybami w górnej części. Opcjonalnie: okna uchylane. | Mosiężne przewody wodne. 1 podgrzewacz przedni i 4 podgrzewacze pod siedzeniami; Podgrzewacz płynu chłodzącego Webasto Thermo 300. Wentylacja: Dwa ręcznie obsługiwane otwory ewakuacyjne. Dwa okna dachowe z tyłu. 2 okna boczne z przesuwnymi szybami w górnej części. Opcjonalnie: okna uchylane. |
| Sprzęgło                   | Hydraulicznie sterowane, jednotarczowe, suche sprzęgło, wspomagane pneumatycznie, z automatyczną regulacją. | Hydraulicznie sterowane, jednotarczowe, suche sprzęgło, wspomagane pneumatycznie, z automatyczną regulacją. | Hydraulicznie sterowane, jednotarczowe, suche sprzęgło, wspomagane pneumatycznie, z automatyczną regulacją. | Hydraulicznie sterowane, jednotarczowe, suche sprzęgło, wspomagane pneumatycznie, z automatyczną regulacją. | Hydraulicznie sterowane, jednotarczowe, suche sprzęgło, wspomagane pneumatycznie, z automatyczną regulacją. |
| Zawieszenie                | Przód: 2 miechy pneumatyczne, 2 amortyzatory i 1 zawór poziomujący Tył: 4 miechy pneumatyczne, 4 amortyzatory i 2 zawory poziomujące | Przód: 2 miechy pneumatyczne, 2 amortyzatory i 1 zawór poziomujący Tył: 4 miechy pneumatyczne, 4 amortyzatory i 2 zawory poziomujące | Przód: 2 miechy pneumatyczne, 2 amortyzatory i 1 zawór poziomujący Tył: 4 miechy pneumatyczne, 4 amortyzatory i 2 zawory poziomujące | Przód: 2 miechy pneumatyczne, 2 amortyzatory i 1 zawór poziomujący Tył: 4 miechy pneumatyczne, 4 amortyzatory i 2 zawory poziomujące | Przód: 2 miechy pneumatyczne, 2 amortyzatory i 1 zawór poziomujący Tył: 4 miechy pneumatyczne, 4 amortyzatory i 2 zawory poziomujące |
| Hamulce                    | Dwuobwodowy pneumatyczny układ hamulcowy z automatyczną regulacją klocków hamulcowych. 2 siłowniki membranowe na osi przedniej i 2 siłowniki sprężynowe na osi tylnej. Osie przednia i tylna z wentylowanymi od wewnątrz hamulcami tarczowymi. Hamulce postojowe, Hamulce postojowe i robocze, ABS i ASR (Bosch). | Dwuobwodowy pneumatyczny układ hamulcowy z automatyczną regulacją klocków hamulcowych. 2 siłowniki membranowe na osi przedniej i 2 siłowniki sprężynowe na osi tylnej. Osie przednia i tylna z wentylowanymi od wewnątrz hamulcami tarczowymi. Hamulce postojowe, Hamulce postojowe i robocze, ABS i ASR (Bosch). | Dwuobwodowy pneumatyczny układ hamulcowy z automatyczną regulacją klocków hamulcowych. 2 siłowniki membranowe na osi przedniej i 2 siłowniki sprężynowe na osi tylnej. Osie przednia i tylna z wentylowanymi od wewnątrz hamulcami tarczowymi. Hamulce postojowe, Hamulce postojowe i robocze, ABS i ASR (Bosch). | Dwuobwodowy pneumatyczny układ hamulcowy z automatyczną regulacją klocków hamulcowych. 2 siłowniki membranowe na osi przedniej i 2 siłowniki sprężynowe na osi tylnej. Osie przednia i tylna z wentylowanymi od wewnątrz hamulcami tarczowymi. Hamulce postojowe, Hamulce postojowe i robocze, ABS i ASR (Bosch). | Dwuobwodowy pneumatyczny układ hamulcowy z automatyczną regulacją klocków hamulcowych. 2 siłowniki membranowe na osi przedniej i 2 siłowniki sprężynowe na osi tylnej. Osie przednia i tylna z wentylowanymi od wewnątrz hamulcami tarczowymi. Hamulce postojowe, Hamulce postojowe i robocze, ABS i ASR (Bosch). |
| Elektryka                  | Instalacja elektryczna: Bosch, 24 V/5,4 kW. Alternator: Bosch, 28 V/140 A. Akumulatory: 2 x 12 V/200 Ah. Ręczny wyłącznik akumulatora. | Instalacja elektryczna: Bosch, 24 V/5,4 kW. Alternator: Bosch, 28 V/140 A. Akumulatory: 2 x 12 V/200 Ah. Ręczny wyłącznik akumulatora. | Instalacja elektryczna: Bosch, 24 V/5,4 kW. Alternator: Bosch, 28 V/140 A. Akumulatory: 2 x 12 V/200 Ah. Ręczny wyłącznik akumulatora. | Instalacja elektryczna: Bosch, 24 V/5,4 kW. Alternator: Bosch, 28 V/140 A. Akumulatory: 2 x 12 V/200 Ah. Ręczny wyłącznik akumulatora. | Instalacja elektryczna: Bosch, 24 V/5,4 kW. Alternator: Bosch, 28 V/140 A. Akumulatory: 2 x 12 V/200 Ah. Ręczny wyłącznik akumulatora. |
| Wyposażenie dodatkowe      | Klimatyzacja, Retarder Voith, Automatyczna skrzynia biegów, Cyfrowy wyświetlacz kierunku jazdy, Fotel pilota, Alternatywny układ siedzeń, Lodówka z przodu pojazdu; Trzyczęściowa szyba przednia; Podwójne szyby boczne; Konwektory; Lakier metaliczny (akrylowy w standardzie); Układ chłodzenia; Kamera cofania; Wskaźnik zużycia paliwa; Centralny układ smarowania | Klimatyzacja, Retarder Voith, Automatyczna skrzynia biegów, Cyfrowy wyświetlacz kierunku jazdy, Fotel pilota, Alternatywny układ siedzeń, Lodówka z przodu pojazdu; Trzyczęściowa szyba przednia; Podwójne szyby boczne; Konwektory; Lakier metaliczny (akrylowy w standardzie); Układ chłodzenia; Kamera cofania; Wskaźnik zużycia paliwa; Centralny układ smarowania | Klimatyzacja, Retarder Voith, Automatyczna skrzynia biegów, Cyfrowy wyświetlacz kierunku jazdy, Fotel pilota, Alternatywny układ siedzeń, Lodówka z przodu pojazdu; Trzyczęściowa szyba przednia; Podwójne szyby boczne; Konwektory; Lakier metaliczny (akrylowy w standardzie); Układ chłodzenia; Kamera cofania; Wskaźnik zużycia paliwa; Centralny układ smarowania | Klimatyzacja, Retarder Voith, Automatyczna skrzynia biegów, Cyfrowy wyświetlacz kierunku jazdy, Fotel pilota, Alternatywny układ siedzeń, Lodówka z przodu pojazdu; Trzyczęściowa szyba przednia; Podwójne szyby boczne; Konwektory; Lakier metaliczny (akrylowy w standardzie); Układ chłodzenia; Kamera cofania; Wskaźnik zużycia paliwa; Centralny układ smarowania | Klimatyzacja, Retarder Voith, Automatyczna skrzynia biegów, Cyfrowy wyświetlacz kierunku jazdy, Fotel pilota, Alternatywny układ siedzeń, Lodówka z przodu pojazdu; Trzyczęściowa szyba przednia; Podwójne szyby boczne; Konwektory; Lakier metaliczny (akrylowy w standardzie); Układ chłodzenia; Kamera cofania; Wskaźnik zużycia paliwa; Centralny układ smarowania |
| Zbiornik paliwa            | 400 litrów; Mosiężne przewody wodne. 1 podgrzewacz przedni i 4 podgrzewacze pod siedzeniami; Podgrzewacz płynu chłodzącego Webasto Thermo 300. | 400 litrów; Mosiężne przewody wodne. 1 podgrzewacz przedni i 4 podgrzewacze pod siedzeniami; Podgrzewacz płynu chłodzącego Webasto Thermo 300. | 400 litrów; Mosiężne przewody wodne. 1 podgrzewacz przedni i 4 podgrzewacze pod siedzeniami; Podgrzewacz płynu chłodzącego Webasto Thermo 300. | 400 litrów; Mosiężne przewody wodne. 1 podgrzewacz przedni i 4 podgrzewacze pod siedzeniami; Podgrzewacz płynu chłodzącego Webasto Thermo 300. | 400 litrów; Mosiężne przewody wodne. 1 podgrzewacz przedni i 4 podgrzewacze pod siedzeniami; Podgrzewacz płynu chłodzącego Webasto Thermo 300. |
| Bagażmnik                  | Przedziały bagażowe po obu stronach autobusu o pojemności do ok. 4,5 m³. Dodatkowe półki bagażowe w przedziale pasażerskim o pojemności około 1,6 m³. | Przedziały bagażowe po obu stronach autobusu o pojemności do ok. 4,5 m³. Dodatkowe półki bagażowe w przedziale pasażerskim o pojemności około 1,6 m³. | Przedziały bagażowe po obu stronach autobusu o pojemności do ok. 4,5 m³. Dodatkowe półki bagażowe w przedziale pasażerskim o pojemności około 1,6 m³. | Przedziały bagażowe po obu stronach autobusu o pojemności do ok. 4,5 m³. Dodatkowe półki bagażowe w przedziale pasażerskim o pojemności około 1,6 m³. | Przedziały bagażowe po obu stronach autobusu o pojemności do ok. 4,5 m³. Dodatkowe półki bagażowe w przedziale pasażerskim o pojemności około 1,6 m³. |
| Oś:                        | Przednia: sztywna MAN V9-82 L, profil dwuteowy. Tylna: hipoidalna MAN HOY-1175. | Przednia: sztywna MAN V9-82 L, profil dwuteowy. Tylna: hipoidalna MAN HOY-1175. | Przednia: sztywna MAN V9-82 L, profil dwuteowy. Tylna: hipoidalna MAN HOY-1175. | Przednia: sztywna MAN V9-82 L, profil dwuteowy. Tylna: hipoidalna MAN HOY-1175. | Przednia: sztywna MAN V9-82 L, profil dwuteowy. Tylna: hipoidalna MAN HOY-1175. |